# Pavillon des Arts (Université du Nouveau-Brunswick)
Pour les articles homonymes, voir Pavillon des Arts.
Le pavillon des Arts de l'Université du Nouveau-Brunswick, appelé couramment « The Old Arts Building », est le plus ancien bâtiment universitaire encore en usage au Canada.
Situé sur le campus de l'Université à Fredericton, Il a été terminé en 1827, et a été reconnu Lieu historique national du Canada en 1951.
C'est un édifice sur trois étages de style classique. Il porte le nom de Sir Howard Douglas (1776-1861), lieutenant gouverneur du Nouveau-Brunswick et fondateur du Collège King’s.